# Suffektkonsul
Suffektkonsul (latin: consul suffectus) var ett specialfall av romersk konsul. Begreppet suffectus står för att någon blivit vald istället för en romersk ämbetsman, som avgått innan mandatperioden tagit slut. Romarna valde nämligen inte suppleanter.
Exempel på romerska suffektkonsuler utgör Seneca den yngre, Tacitus och Plinius den yngre.